# InfluxDB
InfluxDB - база даних часових рядів з відкритим кодом. Написана на Go і оптимізована для швидкого запису та отримання даних часових рядів в галузях моніторингу операцій, метрик програмного забезпечення, даних сенсорів інтернету речей та аналітики в реальному часі. Підтримує обробку даних з Graphite.

## Технічний опис
InfluxDB не має зовнішніх залежностей і надає SQL-подібну мову запитів з вбудованими функціями для роботи з часом і структурою даних що складається з вимірів (англ. measurements), серій (англ. series), та точок даних (англ. points). Кожна точка складається з кількох пар ключ-значення які називаються множиною полів (англ. fieldset) та мітку часу (англ. timestamp). Набір точок об'єднаних однаковою множиною пар ключ-значення які називаються множиною тегів (англ. tagset), задають ряд (англ. series). Нарешті, ряди групуються разом спільним ідентифікатором і формують вимірювання (англ. measurement).
Значення можуть бути 64-бітними цілими, 64-бітними числами з плаваючою комою, рядками, та булевими значеннями.
Точки індексуються за часом і множиною тегів. (І не індексуються множиною полів)
На вимірюваннях можна задавати політики зберігання (англ. Retention policies), які контролюють як дані проріджуються та видаляються.
Періодично запускаються постійні запити (англ. continuous queries), які зберігають результати в заданому вимірюванні.

## Line protocol
InfluxDB може приймати дані по HTTP, TCP, та UDP.
Вона визначає протокол, зворотньо сумісний з протоколом graphite і приймає форму:
measurement(,tag_key=tag_val)* field_key=field_val(,field_key_n=field_value_n)* (nanoseconds-timestamp)?

## Кластерні компоненти з закритим кодом
В травні 2016, InfluxData оголосила що горизонтально масштабовний "кластерний" компонент InfluxDB буде продаватись як програмне забезпечення з закритим кодом, для того щоб забезпечити стабільне фінансування розробки проекту. Це отримало змішані відгуки спільноти, дехто назвав це маркетинговим обманом.

## Зноски
1. ↑  InfluxDB 1.6 release notes. Influxdata. influxdata. Архів оригіналу за 13 липня 2018. Процитовано 13 липня 2018.
2. ↑  James Turnbull (1 грудня 2014). The Art of Monitoring. James Turnbull. с. 206–. ISBN 978-0-9888202-4-1. Архів оригіналу за 21 березня 2022. Процитовано 13 липня 2018.
3. ↑  Michael Duffy (26 листопада 2015). DevOps Automation Cookbook. Packt Publishing. с. 176–. ISBN 978-1-78439-839-2.
4. ↑  Update on InfluxDB Clustering, High-Availability and Monetization. GitHub. influxdata. 10 березня 2016. Архів оригіналу за 11 листопада 2020. Процитовано 8 серпня 2016.
5. ↑  I've advocated for and implemented several InfluxDB installations in production ... Hacker News. 11 березня 2016. Архів оригіналу за 13 липня 2018. Процитовано 8 серпня 2016.